# Moçandão (província)
Província de Moçandão (em árabe: مُـحَـافَـظَـة مُـسَـنْـدَم; romaniz.: Muḥāfaẓaṫ Musandam) é uma das 11 províncias constitutivas do Sultanato do Omã. Segundo censo de 2010, havia 31 425 habitantes. Compreende área de 1 619,7 quilômetros quadrados e está subdividida em quatro vilaietes (distritos).

## Vilaietes
| Nome árabe | Nome português | Área (km2) | População | Ref.  |
| ---------- | -------------- | ---------- | --------- | ----- |
| بخا        | Buca           | 127        | 3 025     | [ 1 ] |
| دبا البيعة | Doba           | 491        | 6 991     | [ 1 ] |
| خصب        | Caçapo         | 924        | 18 151    | [ 1 ] |
| مدحا       | Mada           | 77,7       | 3 258     | [ 1 ] |